# Suna (rzeka)
Suna (ros. Суна, karelski Suunujoki) – rzeka w północno-zachodniej Rosji, w należącej do tego państwa Republice Karelii.
Długość ok. 280 km, powierzchnia dorzecza 7670 km².
Wypływa z jeziora Kivi-Jarvi i wpada do jeziora Onega w pobliżu Kondopogi.